# Доминантный признак
Доминантный признак — признак, проявляющийся у гибридов первого поколения при скрещивании чистых линий. Результат наличия доминантного аллеля. Обычно «дикий тип», то есть вариант, присущий большинству особей природных популяций — это доминантный признак. Например, чёрная окраска перьев у грачей — доминатный признак, а редко встречающаяся белая окраска, вызванная неспособностью синтезировать пигмент — рецессивный. Доминантные признаки могут быть обусловлены генами, расположенными в неполовых (аутосомах) хромосомах или в половых хромосомах (признаки, сцепленные с полом). В первом случае признак называется доминантно-аутосомным.